# Lawinegalerij

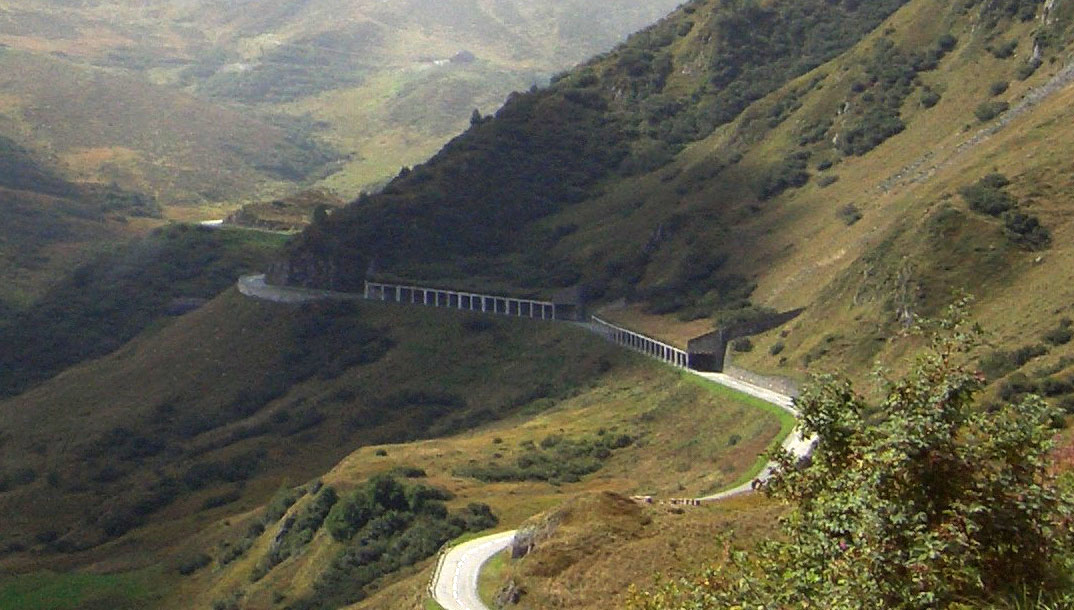
Lawinegalerij in de Alpen

Een lawinegalerij (Duits: Lawinengalerie) is een bouwwerk met een bepaalde lengte, veelal van steen, beton of hout, over een weg of spoorlijn heen. Een lawinegalerij is meestal aan één zijde open (met uitzondering van steunpilaren voor het dichte dak), de andere zijde is gebouwd tegen de berghelling. Door het toepassen van deze halfopen tunnelconstructie kunnen lawines over een autoweg of spoorlijn gaan zonder schade aan te richten en zonder weg- of spoorgebruikers in gevaar te brengen.